# Сюткин, Альберт Фёдорович
Альберт Фёдорович Сюткин (19 сентября 1925 года — 19 сентября 2013 года) — советский хозяйственный, государственный и политический деятель.

## Биография
Родился 19 сентября 1925 года в Усть-Сысольске. Член ВКП(б).
Участник Великой Отечественной войны. С 1946 года — на хозяйственной, общественной и политической работе. В 1946—1965 гг. — первый секретарь Сторожевского райкома ВЛКСМ, руководитель лекторской группы Коми обкома ВЛКСМ, заведующий отделом Сыктывкарского горкома, второй секретарь Сысольского райкома и Воркутинского горкома
КПСС, заведующий отделом пропаганды и агитации, заведующий отделом организационно-партийной работы Коми обкома КПСС. В 1965—68 гг. — инструктор Отдела организационно-партийной работы ЦК КПСС. В 1968—84 гг. — секретарь Коми обкома КПСС. 
С 18 декабря 1984 года по 4 июня 1988 года — Председатель Президиума Верховного Совета Коми АССР.
Избирался депутатом Верховного Совета РСФСР 11-го созыва.
С июня 1988 года — персональный пенсионер союзного значения.  
Скончался 19 сентября 2013 года в городе Сыктывкаре. Похоронен на Центральном кладбище города Сыктывкара.